# Allosaurus jimmadseni
Allosaurus jimmadseni (gr. "lagarto extraño de Jim Madsen") es una especie del género Allosaurus de dinosaurio terópodo alosáurido, que vivió a finales del período Jurásico Superior, entee 155 a 150.8  millones de años, en el Oxfordiense y el Kimmeridgiense, en lo que hoy es Norteamérica. A. jimmadseni fue descrita por D. J. Chure, R. Litwin, S. T. Hasiotis, E. Evanoff y K. Carpenter en 2006 siendo ligeramente más antigua.